# Maria Grazia Puglisi
Maria Grazia Puglisi (24 aprile 1911 – 18 febbraio 1983) è stata una conduttrice televisiva e autrice televisiva italiana.

## Biografia
Insegnante di Storia e Filosofia presso il Liceo Scientifico Augusto Righi di Roma, a partire dal 1940 iniziò la sua carriera come annunciatrice presso l'EIAR. Successivamente ha continuato a lavorare presso il nuovo ente RAI, collaborando a programmi culturali radiofonici. Ottenuta nel 1952 una borsa Fulbright per gli U.S.A, ha utilizzato questa esperienza per uno studio approfondito sui programmi televisivi ivi distribuiti. Al suo ritorno ha esordito presso la RAI TV ideando, organizzando e dirigendo una trasmissione irradiata dagli studi televisivi di Roma nel 29 ottobre 1953 che si chiamava Teleclub e poco dopo è stata titolare e presentatrice del programma televisivo "Riservato alle Signore". Negli anni successivi si è occupata del programma "La TV degli agricoltori" ed infine è stata la direttrice e organizzatrice del programma Telescuola. In questa veste "consapevole della necessità di operare un cambiamento tale per cui la televisione rappresentasse un autentico 'valore aggiunto' sul piano del registro comunicativo e didattico" e della necessità di "un 'conduttore televisivo' che sapesse declinare la competenza didattica a partire dalla specificità del medium", individuò, per la conduzione di Non è mai troppo tardi (uno dei programmi di Telescuola), il maestro Alberto Manzi . Nel 1962 è stata insignita dell'onorificenza di Cavaliere Al Merito della Repubblica Italiana. Nel 1966 le è stato conferito il premio S.Michele per l'opera condotta con Telescuola in favore della redenzione civile.